# Buchnera philcoxii
Buchnera philcoxii är en snyltrotsväxtart som beskrevs av R. Mielcarek. Buchnera philcoxii ingår i släktet Buchnera och familjen snyltrotsväxter. Inga underarter finns listade i Catalogue of Life.